# Garmon'
Garmon' (Гармонь) è un film del 1934 diretto da Igor' Andreevič Savčenko.